# Cayo Considio Longo
Cayo Considio Longo (en latín: Gaius Considius Longus; fallecido en 46 a. C.) fue un político y general romano de los últimos años de la República romana. Como gobernador de África, luchó del lado de los pompeyanos en la guerra civil y fue asesinado por sus propios hombres en 46 a. C. mientras intentaba huir después de la victoria de Julio César en la batalla de Tapso.

## Biografía
Longo obtuvo la pretura en una fecha desconocida, no más tarde del 52 a. C. y en el 51 a. C. fue nombrado gobernador de la provincia de África como propretor. Durante su administración, en el 50 a. C., viajó a Roma para buscar el consulado, dejando a Quinto Ligario como su representante.</ref>
Cuando estalló la guerra civil romana, regresó a África con otros partidarios de Pompeyo. Él y Publio Atio Varo son descritos como legatus pro praetore en una inscripción de Curubis (la tunecina Korba actual), a la que habían fortificado. Habrían ejercido el cargo como comandantes subordinados a Pompeyo primero y luego, después de su muerte en el 48 a. C., a Metelo Escipión, que sucedió a Pompeyo al mando del lado senatorial contra Julio César. Considio Longo sostuvo la ciudad de Hadrumetum con una legión y participó en operaciones exitosas contra el general cesariano Curión. Cuando César llegó a África, en el 46 a. C., Considio Longo ya había aumentado sus tropas a dos legiones y 700 soldados de caballería. El legado de César, Lucio Munacio Planco, trató de negociar con él, enviándole un cautivo con una carta a lo que le preguntó de quién era. Al enterarse de que era del imperator César, respondió: "El único emperador del pueblo romano en este momento es Escipión" y ordenó a sus hombres ejecutar al cautivo y enviar las cartas de vuelta a Escipión sin leer. Emprendió operaciones que no llegaron a buen puerto contra la ciudad de Acylla, que se había pasado al lado de César. Poco después, pasó por la ciudad de Thysdra (el moderno El Djem) con sus soldados y una comitiva de gladiadores y getulos. Y fue allí donde se enteró de que César había salido victorioso en la batalla de Thapso. Tratando de escapar en secreto hacia Numidia, gobernada por su aliado, Juba I, descubierto por su séquito getulo lo mataron para robarle el dinero que llevaba en su huida.

## Familia
De bello Africo menciona a un hijo que César capturó en Hadrumetum después de la batalla de Thapso y le salvó la vida. Theodor Mommsen aceptó la opinión de Bartolomeo Borghesi de que Cayo Considio Peto, un magistrado monetario republicano tardío, era la misma persona,[11] aunque Michael Crawford, en el catálogo más reciente de monedas republicanas, considera que el magistrado monetario es un C. Considius Paetus, que no es conocido de otra manera.